# Berenib
Berenib ("lief hart") is als vroeg-dynastieke hofdame uit de 1e dynastie van Egypte bekend. Zij had aan haar zijde koning (farao) Hor-Aha en was waarschijnlijk als Koninklijke vrouwe de hoogste in rang van Memphis boven zijn gemalin Chenethapi (moeder van Djer).

## Graf
In 2004 is er een graf gevonden in Abydos, het wordt gespeculeerd dat dit van Berenib zou kunnen zijn. Haar naam is ook gevonden op voorwerpen in het graf van haar voorgangster Neith-hotep. Haar opvolgsters zijn Herneith, Nachtneith of Peneboei en mogelijk ook Sesjemetka.

## Titels
Van Berenib zijn (nog) geen koninginnentitels bekend.